# شاكيرا كين
شاكيرا كين (بالإنجليزية: Shakira Caine) هي متسابقة ملكة الجمال وعارضة وممثلة غيانا بريطانية، ولدت في 23 فبراير 1947 في غيانا البريطانية.

## أعمال

### أفلام
- (1975) الرجل الذي سيصبح ملك[6]

## وصلات خارجية
- الموقع الرسمي
- شاكيرا كين على موقع IMDb (الإنجليزية)
- شاكيرا كين على موقع روتن توميتوز (الإنجليزية)
- شاكيرا كين على موقع ألو سيني (الفرنسية)
- شاكيرا كين على موقع قاعدة بيانات الفيلم (الإنجليزية)